# Gines
Gines ist eine Stadt in der Provinz Sevilla in Spanien mit 13.524 Einwohnern (Stand: 2024). Sie ist Teil der Comarca Aljarafe in Andalusien.

## Lage
Gines liegt auf der Hochebene von Aljarafe, auf einer Höhe von 123 Metern über dem Meeresspiegel und etwa 6 km von Sevilla entfernt (das fast auf Meereshöhe liegt). Die Gemeinden, die Gines am nächsten liegen, sind Bormujos, Valencina de la Concepción, Espartinas und Castilleja de la Cuesta, von denen sie umgeben ist und mit denen sie einen Ballungsraum bildet.

## Geschichte
Gines hieß in der Antike Ab-Gena. Es wurden einige kleine Grabbeigaben aus der Zeit der Megalithen gefunden, die darauf hindeuten, dass die Bewohner dieser Zeit einem Sonnenkult huldigten und die Kunst des Metallgusses kannten. In römischer Zeit war Ab-Genna als Villa konstituiert. Nach dem Untergang des Römischen Reiches war Gines bis zum 8. Jahrhundert von den Westgoten besetzt, obwohl es darüber nur wenige dokumentierte Informationen gibt.
Nach der muslimischen Invasion im Jahr 711 wurde das gesamte Aljarafe von muslimischen Anführern besetzt. Ab-Genna wurde in al-Genne oder Gines umbenannt, was auf Arabisch „Garten Eden“ bedeutet. Die Eroberung der Region durch Ferdinand III. im Jahr 1248 führte zur Vertreibung der muslimischen Familien von Gines in das Königreich Granada und Gines wurde von kastilischen Siedlern besiedelt, die bei der Belagerung von Sevilla als Köche und Zuckerbäcker gedient hatten.
Im Jahr 1840 war die Bevölkerung von Gines auf etwa 800 Einwohner angewachsen, und es gab eine Pfarrkirche, eine Einsiedelei, zwei Grundschulen, ein Gefängnis, einen Getreidespeicher, einen Brunnen und einen Friedhof. Die Wirtschaft basierte auf der Produktion von Wein, Olivenöl, Essig und Branntwein. Im späten 20. Jahrhundert erlebte sie durch rasche Urbanisation der Region ein rasantes Wachstum.

## Wirtschaft
Historisch gesehen war die Olivenproduktion von großer Bedeutung, wobei vor allem ab dem 18. Jahrhundert mehrere Haciendas für die Produktion von Olivenöl entstanden und ab dem 20. Jahrhundert damit verbundene Industrien, die sich hauptsächlich der Herstellung von Fässern, der Verpackung und der Logistik widmeten. Die Gemeinde hat einen Industriepark und gehört zu den Gemeinden mit dem höchsten Einkommen in Andalusien.